# Orri Óskarsson
Orri Steinn Óskarsson (29 agosto 2004) è un calciatore islandese, attaccante della Real Sociedad e della nazionale Under-21 islandese.

## Biografia
Orri Steinn nasce in Islanda, suo padre è l'allenatore ed ex calciatore islandese Óskar Hrafn Þorvaldsson.

## Caratteristiche tecniche
È una punta centrale con grande fiuto del goal.

## Carriera

### Club

#### Gli inizi al Grótta
Ha iniziato la sua carriera in Islanda, nel Grótta, la squadra allenata dal padre. Nel 2018, all'età di 13 anni, esordisce in 2. deild karla, la terza divisione islandese, e segna una doppietta. Dopo la promozione in seconda divisione nel 2020 lascia la squadra del padre per trasferirsi in Danimarca.

#### Copenaghen
Nel 2020 si trasferisce a titolo definitivo al Copenaghen. Nella stagione 2020-2021 vince il Campionato danese U-17 segnando 29 goal. Nella stagione seguente si riconferma trascinatore vincendo sia il campionato U-19 che il titolo di miglior marcatore. Nello stesso anno esordisce in Superligaen, la massima divisione danese, e rinnova il suo contratto con il club fino al 2025.
Nella stagione 2022-2023 entra definitivamente in prima squadra. Il 25 ottobre contro il Siviglia fa il suo esordio nella fase a gironi della Champions League. Il 9 Novembre 2022 segna il suo primo goal professionistico nella vittoria 3-1 ai danni del Thisted valida per gli Ottavi di finale della Coppa di Danimarca.

#### Prestito al Sonderjyske
Per trovare più spazio il 31 Gennaio 2023 passa in prestito al Sonderjyske, in seconda divisione danese. Nei 5 mesi ad Haderslev segna 5 goal in 14 presenze.

#### Ritorno al Copenaghen
Nell'estate 2023 ritorna nella capitale danese. Il 2 agosto 2023 fa il suo esordio da titolare nel secondo turno preliminare di Champions League segnando una tripletta nella vittoria per 6-3 ai danni dei Campioni d'Islanda del Breidablik allenati da suo padre Oskar.

#### Real Sociedad
Il 30 agosto 2024 viene ceduto alla Real Sociedad.

### Nazionale
Fin da giovane è regolarmente convocato nelle giovanili islandesi. È stato il miglior marcatore delle Qualificazioni all'Europeo Under-19 del 2023 contribuendo alla prima storica qualificazione alla fase finale dell'Islanda, torneo nel quale Orri non ha potuto aiutare la squadra non avendo ricevuto il permesso da parte del Copenaghen di partecipare.

## Statistiche

### Presenze e reti nei club
Statistiche aggiornate al 27 gennaio 2025.
| Stagione          | Squadra           | Campionato        | Campionato | Campionato | Coppe nazionali | Coppe nazionali | Coppe nazionali | Coppe continentali | Coppe continentali | Coppe continentali | Altre coppe | Altre coppe | Altre coppe | Totale | Totale |
| Stagione          | Squadra           | Comp              | Pres       | Reti       | Comp            | Pres            | Reti            | Comp               | Pres               | Reti               | Comp        | Pres        | Reti        | Pres   | Reti   |
| ----------------- | ----------------- | ----------------- | ---------- | ---------- | --------------- | --------------- | --------------- | ------------------ | ------------------ | ------------------ | ----------- | ----------- | ----------- | ------ | ------ |
| 2018              | Grótta            | 2D                | 3          | 3          | -               | -               | -               | -                  | -                  | -                  | -           | -           | -           | 3      | 3      |
| 2019              | Grótta            | 1D                | 12         | 1          | CI+CdL          | 0+1             | 0+0             | -                  | -                  | -                  | -           | -           | -           | 13     | 1      |
| Totale Grótta     | Totale Grótta     | Totale Grótta     | 15         | 4          |                 | 1               | 0               |                    | 0                  | 0                  |             | -           | -           | 16     | 4      |
| 2021-2022         | Copenaghen        | SL                | 1          | 0          | CD              | 0               | 0               | UECL               | 0                  | 0                  | -           | -           | -           | 1      | 0      |
| 2022-2023         | Copenaghen        | SL                | 4          | 0          | CD              | 2               | 1               | UCL                | 2                  | 0                  | -           | -           | -           | 8      | 1      |
| gen.-mag. 2023    | SønderjyskE       | 1D                | 12         | 4          | CD              | 2               | 1               | -                  | -                  | -                  | -           | -           | -           | 14     | 5      |
| 2023-2024         | Copenaghen        | SL                | 27         | 10         | CD              | 3               | 2               | UCL                | 11                 | 3                  | -           | -           | -           | 41     | 15     |
| lug.-ago. 2024    | Copenaghen        | SL                | 6          | 5          | CD              | 0               | 0               | UECL               | 6                  | 2                  | -           | -           | -           | 12     | 7      |
| Totale Copenaghen | Totale Copenaghen | Totale Copenaghen | 38         | 15         |                 | 5               | 3               |                    | 19                 | 5                  |             | -           | -           | 62     | 23     |
| 2024-2025         | Real Sociedad     | PD                | 16         | 3          | CR              | 3               | 0               | UEL                | 6                  | 3                  | -           | -           | -           | 25     | 6      |
| Totale carriera   | Totale carriera   | Totale carriera   | 81         | 26         |                 | 11              | 4               |                    | 25                 | 8                  |             | -           | -           | 117    | 38     |

### Cronologia presenze e reti in nazionale
| Cronologia completa delle presenze e delle reti in nazionale ― Islanda | Cronologia completa delle presenze e delle reti in nazionale ― Islanda | Cronologia completa delle presenze e delle reti in nazionale ― Islanda | Cronologia completa delle presenze e delle reti in nazionale ― Islanda | Cronologia completa delle presenze e delle reti in nazionale ― Islanda | Cronologia completa delle presenze e delle reti in nazionale ― Islanda | Cronologia completa delle presenze e delle reti in nazionale ― Islanda | Cronologia completa delle presenze e delle reti in nazionale ― Islanda |
| Data                                                                   | Città                                                                  | In casa                                                                | Risultato                                                              | Ospiti                                                                 | Competizione                                                           | Reti                                                                   | Note                                                                   |
| ---------------------------------------------------------------------- | ---------------------------------------------------------------------- | ---------------------------------------------------------------------- | ---------------------------------------------------------------------- | ---------------------------------------------------------------------- | ---------------------------------------------------------------------- | ---------------------------------------------------------------------- | ---------------------------------------------------------------------- |
| 8-9-2023                                                               | Lussemburgo                                                            | Lussemburgo                                                            | 3 – 1                                                                  | Islanda                                                                | Qual. Euro 2024                                                        | -                                                                      | 46’                                                                    |
| 11-9-2023                                                              | Reykjavík                                                              | Islanda                                                                | 1 – 0                                                                  | Bosnia ed Erzegovina                                                   | Qual. Euro 2024                                                        | -                                                                      |                                                                        |
| 13-10-2023                                                             | Reykjavík                                                              | Islanda                                                                | 1 – 1                                                                  | Lussemburgo                                                            | Qual. Euro 2024                                                        | 1                                                                      | 70’                                                                    |
| 16-10-2023                                                             | Reykjavík                                                              | Islanda                                                                | 4 – 0                                                                  | Liechtenstein                                                          | Qual. Euro 2024                                                        | -                                                                      | 57’ 67’                                                                |
| 16-11-2023                                                             | Bratislava                                                             | Slovacchia                                                             | 4 – 2                                                                  | Islanda                                                                | Qual. Euro 2024                                                        | 1                                                                      | 73’                                                                    |
| 19-11-2023                                                             | Lisbona                                                                | Portogallo                                                             | 2 – 0                                                                  | Islanda                                                                | Qual. Euro 2024                                                        | -                                                                      | 46’                                                                    |
| 21-3-2024                                                              | Budapest                                                               | Israele                                                                | 1 – 4                                                                  | Islanda                                                                | Qual. Euro 2024                                                        | -                                                                      | 62’                                                                    |
| 26-3-2024                                                              | Breslavia                                                              | Ucraina                                                                | 2 – 1                                                                  | Islanda                                                                | Qual. Euro 2024                                                        | -                                                                      | 64’                                                                    |
| 6-9-2024                                                               | Reykjavík                                                              | Islanda                                                                | 2 – 0                                                                  | Montenegro                                                             | UEFA Nations League 2024-2025 - 1º turno                               | 1                                                                      | 88’                                                                    |
| 9-9-2024                                                               | Smirne                                                                 | Turchia                                                                | 3 – 1                                                                  | Islanda                                                                | UEFA Nations League 2024-2025 - 1º turno                               | -                                                                      | 59’                                                                    |
| 11-10-2024                                                             | Reykjavík                                                              | Islanda                                                                | 2 – 2                                                                  | Galles                                                                 | UEFA Nations League 2024-2025 - 1º turno                               | -                                                                      |                                                                        |
| 14-10-2024                                                             | Reykjavík                                                              | Islanda                                                                | 2 – 4                                                                  | Turchia                                                                | UEFA Nations League 2024-2025 - 1º turno                               | 1                                                                      |                                                                        |
| 16-11-2024                                                             | Nikšić                                                                 | Montenegro                                                             | 0 – 2                                                                  | Islanda                                                                | UEFA Nations League 2024-2025 - 1º turno                               | 1                                                                      | 72’ 89’                                                                |
| 19-11-2024                                                             | Cardiff                                                                | Galles                                                                 | 4 – 1                                                                  | Islanda                                                                | UEFA Nations League 2024-2025 - 1º turno                               | -                                                                      | 25’                                                                    |
| 20-3-2025                                                              | Pristina                                                               | Kosovo                                                                 | 2 – 1                                                                  | Islanda                                                                | UEFA Nations League 2024-2025 - Play-off                               | 1                                                                      | cap.                                                                   |
| 23-3-2025                                                              | Murcia                                                                 | Islanda                                                                | 1 – 3                                                                  | Kosovo                                                                 | UEFA Nations League 2024-2025 - Play-off                               | 1                                                                      | cap. 65’                                                               |
| Totale                                                                 |                                                                        | Presenze                                                               | 16                                                                     |                                                                        | Reti                                                                   | 7                                                                      |                                                                        |

## Palmarès

### Club

#### Competizioni nazionali
- Campionato danese: 1

Copenhagen: 2021-2022